# Кръстю Маймунков
Кръстю Маймунков е български политик, кмет на град Хасково.

## Биография
Роден е през 1835 г. Баща е на революционерката Ана Маймункова. Преди Освобождението се изявява като читалищен деец. В навечерието на Руско-турската война от 1877-1878 г. е заточен в Диарбекир. След войната се връща обратно и през 1885 влиза в революционен комитет в Хасково за Съединението. От 1887 до 1889 е кмет на града. Умира на 27 февруари 1930 г.